# سيكس فلاغز
سيكس فلاغز (بالإنجليزية: Six Flags أو Six Flags Theme Parks) هي شركة ملاهي أمريكية مقرها في أرلينغتون، تكساس. لديها متنزهات وممتلكات في كندا والمكسيك والولايات المتحدة. تمتلك سيكس فلاغز عددًا أكبر من المتنزهات والمتنزهات المائية مجتمعة أكثر من أي شركة ملاهي أخرى في العالم، ولها سابع أعلى نسبة حضور في العالم. تدير الشركة 26 عقارًا في جميع أنحاء أمريكا الشمالية، بما في ذلك الحدائق والمتنزهات الترفيهية والمتنزهات المائية ومركز الترفيه العائلي. في عام 2019، استضافت حدائق سيكس فلاغز 32.8 مليون ضيف.
تأسست سيكس فلاغز في ولاية تكساس في 5 أغسطس 1961 واستمدت اسمها من أول متنزهاتها ستة أعلام فوق تكساس. تحتفظ الشركة بمكتب للشركة في ميدتاون مانهاتن، بينما يقع مقرها الرئيسي في أرلينغتون، تكساس. في 13 يونيو 2009، تقدمت الشركة بطلب الحماية بموجب الفصل 11 من الإفلاس بسبب الديون المعوقة، والتي خرجت منها بنجاح بعد إعادة هيكلة الشركة في 3 مايو 2010. 

## الممتلكات الحالية

### المتنزهات
| اسم                          | الموقع                    | افتتح عام | سنة التملك      | ملاحظات |
| ---------------------------- | ------------------------- | --------- | --------------- | --- |
| مدينة الحدود                 | أوكلاهوما سيتي، أوكلاهوما | 1958      | 2018            | مملوكة في الأصل من قبل ستة أعلام خلال عصر بريميير باركس. مملوكة من قبل EPR Properties ؛ تشغلها ستة أعلام منذ 2018.                                                      |
| لا روند                      | مونتريال، كيبيك، كندا     | 1967      | 2001            | بنيت لمعرض اكسبو 67 عقد إيجار إمفيتيوتيك من مدينة مونتريال حتى عام 2065.                                                                                                |
| ستة أعلام أمريكا             | لارجو ، ماريلاند          | 1973      | 1999            | تم الاستحواذ عليها في صفقة بريمير باركس. كانت تُعرف سابقًا باسم Adventure World ، وقبل ذلك Wild World.                                                                    |
| ستة أعلام بحيرة دارين        | دارين، نيويورك            | 1981      | 2018            | مملوكة لشركة ستة أعلام من 1999 إلى 2007. مملوكة من قبل EPR Properties ؛ تشغلها ستة أعلام منذ 2018.                                                                      |
| مملكة اكتشاف الأعلام الستة   | فاليجو ، كاليفورنيا       | 1968      | 1997            | تم الاستحواذ عليها في صفقة بريمير باركس. أعيدت تسميتها في البداية باسم ستة أعلام مارين وورلد ، وحصلت على اسمها الحالي في عام 2007.                                      |
| ستة أعلام فييستا تكساس       | سان انطونيو ، تكساس       | 1992      | 1998            | في الأصل مملوكة لشركة USAA وتديرها Gaylord Entertainment من 1992-1995. تولت شركة ستة أعلام إدارة المنتزه في عام 1996 وتم شراء المنتزه في منتصف موسم 1998.               |
| ستة أعلام مغامرة عظيمة       | جاكسون، نيو جيرسي         | 1974      | 1977            | تم إرفاق Safari Off-Road Adventure بالمنتزه ، مما يجعل ستة أعلام مغامرة عظيمة ثاني أكبر مدينة ترفيهية في العالم.                                                        |
| ستة أعلام أمريكا العظمى      | جورني ، إلينوي            | 1976      | 1984            | تم الاستحواذ عليها من شركة ماريوت . من خلال الحصول على هذه الحديقة ، حصلت ستة أعلام على حقوق تراخيص وارنر برذرز. سعر الشراء 114.5 مليون دولار                           |
| ستة أعلام ماجيك ماونتن       | فالنسيا ، كاليفورنيا      | 1971      | 1979            | تم الاستحواذ عليها من شركة Newhall Land and Farming Company . سعر الشراء 51 مليون دولار                                                                                 |
| ستة أعلام المكسيك            | مكسيكو سيتي ، المكسيك     | 1982      | 1999            | تم الاستحواذ عليها من رينو افينتورا . سعر الشراء 59 مليون دولار |
| ستة أعلام نيو انغلاند        | أجوام ، ماساتشوستس        | 1870      | 1997            | أقدم حديقة في سلسلة ستة أعلام ، سبقت تأسيس أول حديقة ستة أعلام بحوالي قرن. تم الاستحواذ عليها في صفقة بريميير باركس ، المعروفة سابقًا باسم ريفير سايد.                   |
| ستة أعلام فوق جورجيا         | أوستل ، جورجيا            | 1967      | بنتها ستة اعلام | مثل حديقة ستة أعلام فوق تيكساس، فإن الحديقة مملوكة لشراكة محدودة وتديرها ستة أعلام.                                                                                     |
| ستة أعلام فوق تكساس          | أرلينغتون ، تكساس         | 1961      | بنتها ستة اعلام | أول حديقة ستة أعلام. الحديقة مملوكة لشراكة محدودة وتديرها وتديرها شركة Six Flags.                                                                                       |
| ستة أعلام سانت لويس          | يوريكا ، ميسوري           | 1971      | بنتها ستة اعلام | آخر حديقة شيدتها ستة أعلام. تم افتتاحها في الأصل باسم ستة أعلام فوق مركز اميركا (تم تغيير الاسم في عام 1996). الحديقة الأصلية الوحيدة المملوكة بالكامل لشركة ستة أعلام. |
| الهروب الكبير وميناء الإعصار | كوينزبري ، نيويورك        | 1954      | 1996            | تم الاستحواذ عليها في صفقة بريمير باركس. |

### الحدائق المائية

#### في الخارج

##### المدرجة مع القبول
| اسم                   | الموقع              | افتتح عام | سنة التملك                                                                                              | ملاحظات                                                                         |
| --------------------- | ------------------- | --------- | --- | ------------------------------------------------------------------------------- |
| ميناء الإعصار         | كوينزبري ، نيويورك  | 1995      | 1996 | تقع داخل مجمع الهروب الكبير. كان يحمل اسم ستة أعلام ميناء الاعصار حتى عام 2019. |
| ميناء إعصار ستة أعلام | لارجو ، ماريلاند    | 1982      | 1992 | تقع داخل ستة أعلام أمريكا.                                                      |
| ميناء إعصار ستة أعلام | دارين ، نيويورك     | 2010      | 2018 | يقع داخل بحيرة ستة أعلام دارين.                                                 |
| ميناء إعصار ستة أعلام | جورني ، إلينوي      | مجهول     | تقع داخل ستة أعلام أمريكا العظمى. يتعين على الضيوف الذين ليس لديهم اشتراك موسمي دفع رسوم إضافية للدخول. |                                                                                 |
| ميناء إعصار ستة أعلام | أجوام ، ماساتشوستس  | 1997      | 1998 | يقع داخل ستة أعلام نيو انجلند.                                                  |
| ميناء إعصار ستة أعلام | أوستل ، جورجيا      | مجهول     | تقع داخل ستة أعلام أوفر جورجيا.                                                                         |                                                                                 |
| ميناء إعصار ستة أعلام | يوريكا ، ميسوري     | مجهول     | تقع داخل ستة أعلام سانت لويس.                                                                           |                                                                                 |
| وايت ووتر باي         | سان انطونيو ، تكساس | 1992      | 1998 | يقع داخل ستة أعلام فييستا تكساس.                                                |

##### ملكية منفصلة
| اسم                                  | الموقع                     | افتتح عام | سنة التملك                           | ملاحظات |
| ------------------------------------ | -------------------------- | --------- | ------------------------------------ | --- |
| ستة أعلام إعصار هاربور لوس أنجلوس    | فالنسيا ، كاليفورنيا       | مجهول     | يقع بجوار ستة أعلام ماجيك ماونتن.    | |
| ستة أعلام إعصار هاربور أرلينغتون     | أرلينغتون ، تكساس          | 1983      | 1995                                 | تم الاستحواذ عليها من Wet 'n Wild . يقع عبر الطريق السريع 30 من ستة أعلام أوفر تكساس. |
| ستة أعلام إعصار ميناء نيو جيرسي      | جاكسون ، نيو جيرسي         | مجهول     | يقع بجوار ستة أعلام المغامرة العظمى. | |
| Six Flags Hurricane Harbour Oaxtepec | Oaxtepec ، المكسيك         | 2017      | 2016                                 | أعيد فتحه في موقع بارك اكواتيكو اوكستيبيك السابق. ساعة واحدة من ستة أعلام المكسيك |
| ستة أعلام إعصار ميناء كونكورد        | كونكورد ، كاليفورنيا       | 1995      | 2017                                 | تم بناء هذه الحديقة المائية من قبل بريميير باركس قبل شرائها ستة أعلام . تم بيعها إلى بارك ماناجمنت في عملية بيع العقارات التي تمت عام 2007. في 27 أبريل 2017 ، أعلنت ستة أعلام أنها دخلت في اتفاقية مع EPR Properties لإدارة الحديقة. في 22 فبراير 2018 ، أعلنت ستة أعلام أنه سيتم تغيير اسم الحديقة إلى ستة أعلام ميناء الاعصار كونكورد. تقع على بعد حوالي 15 ميلاً من مملكة ستة أعلام ديسكفري. |
| ستة أعلام إعصار ميناء فينيكس         | فينيكس، أريزونا            | 2009      | 2018                                 | مملوكة من قبل EPR Properties ؛ تديرها ستة أعلام . |
| ستة أعلام إعصار ميناء سبلاش تاون     | سبرينج ، تكساس             | 1984      | 2018                                 | مملوكة من قبل EPR Properties ؛ تديرها ستة أعلام . |
| ستة أعلام المياه البيضاء             | ماريتا ، جورجيا            | 1983      | 1999                                 | تقع على بعد حوالي 15 ميلاً من ستة أعلام أوفر جورجيا. |
| ستة أعلام إعصار ميناء أوكلاهوما سيتي | أوكلاهوما سيتي ، أوكلاهوما | 1981      | 2018                                 | تقع على بعد 15 ميلاً من فرونتيير سيتي ، وهي مملوكة لشركة EPR Properties وتديرها ستة أعلام . |
| ستة أعلام إعصار هاربور روكفورد       | وادي الكرز ، إلينوي        | 1984      | 2019                                 | المملوكة من قبل Rockford Park District ، سيتم تشغيلها بواسطة ستة أعلام بموجب اتفاقية إيجار مدتها عشر سنوات (425000 دولار في السنة) تبدأ من 1 أبريل 2019. |

#### داخلي
| اسم                                          | الموقع             | افتتح عام | سنة التملك                                                                                        | ملاحظات |
| -------------------------------------------- | ------------------ | --------- | ------------------------------------------------------------------------------------------------- | ------- |
| نزل Six Flags Great Escape ومتنزه مائي داخلي | كوينزبري ، نيويورك | مجهول     | يقع على الجانب الآخر من Great Escape. يضم المنتجع. الحديقة المائية تسمى Six Flags White Water Bay |         |

## الممتلكات القادمة
| اسم                                  | الموقع                           | سنة الافتتاح | ملاحظات | مصدر         |
| ------------------------------------ | -------------------------------- | ------------ | --- | ------------ |
| ستة أعلام تشجيانغ                    | هايان ، الصين                    | مجهول        | أول مدينة ملاهي ستة أعلام في الصين بالشراكة مع مجموعة ريفرسايد | [ 9 ] [ 10 ] |
| ستة أعلام كيدز وورلد تشجيانغ         | هايان ، الصين                    | مجهول        | تم تصميم متنزه ستة أعلام الترفيهي خصيصًا للعائلات التي لديها أطفال صغار. يقع بجوار ستة أعلام تشجيانغ                                                                           | [ 11 ]       |
| ستة أعلام تشونغتشينغ                 | بيشان ، الصين                    | مجهول        | ستكون هذه ثاني مدينة ترفيهية تحمل علامة Six Flags في الصين. | [ 12 ]       |
| عالم الأطفال الستة في تشونغتشينغ     | بيشان ، الصين                    | مجهول        | تم تصميم متنزه ستة اعلام الترفيهي خصيصًا للعائلات التي لديها أطفال صغار. يقع بجوار Six Flags Chongqing                                                                         |              |
| حديقة مغامرات ستة أعلام ، تشونغتشينغ | بيشان ، الصين                    | مجهول        | بجوار مجمع ستة أعلام تشونغتشينغ |              |
| ستة أعلام نانجينغ                    | نانجينغ ، الصين                  | مجهول        | ستكون هذه ثالث مدينة ملاهي ستة أعلام في الصين. | [ 13 ]       |
| نانجينغ ستة أعلام عالم الاطفال       | نانجينغ ، الصين                  | مجهول        | تم تصميم متنزه Six Flags الترفيهي خصيصًا للعائلات التي لديها أطفال صغار. تم الإعلان عن الحديقة الرابعة في مجمع Six Flags Nanjing. حديقة الألعاب الحادي عشر ستة أعلام في الصين. | [ 14 ]       |
| حديقة مغامرات ستة أعلام نانجينغ      | نانجينغ ، الصين                  | مجهول        | بجوار مجمع ستة أعلام نانجينغ |              |
| ستة أعلام القدية                     | الرياض، المملكة العربية السعودية | 2023         | ستكون هذه أول مدينة ترفيهية تحمل علامة ستة أعلام في المملكة العربية السعودية.                                                                                                 | [ 15 ]       |

### الحدائق المائية
| اسم                           | الموقع          | سنة الافتتاح | ملاحظات                                  | مصدر   |
| ----------------------------- | --------------- | ------------ | ---------------------------------------- | ------ |
| ستة أعلام إعصار ميناء تشجيانغ | هايان ، الصين   | مجهول        | تقع داخل ستة أعلام تشجانغ                | [ 16 ] |
| ستة أعلام إعصار ميناء نانجينغ | نانجينغ ، الصين | مجهول        | جزء من مجمع أربعة بارك ستة أعلام نانجينغ | [ 13 ] |